# Oxypetalum karstenianum
Oxypetalum karstenianum är en oleanderväxtart som beskrevs av Goyder och Rapini. Oxypetalum karstenianum ingår i släktet Oxypetalum och familjen oleanderväxter. Inga underarter finns listade i Catalogue of Life.